# Sonja Kešerac
Sonja Kešerac (20 de febrero de 1985) es una deportista croata que compitió en remo. Ganó tres medallas de bronce en el Campeonato Europeo de Remo entre los años 2009 y 2012.

## Palmarés internacional
| Campeonato Europeo | Campeonato Europeo          | Campeonato Europeo | Campeonato Europeo |
| Año                | Lugar                       | Medalla            | Prueba             |
| ------------------ | --------------------------- | ------------------ | ------------------ |
| 2009               | Brest (Bielorrusia)         | Medalla de bronce  | Dos sin timonel    |
| 2010               | Montemor-o-Velho (Portugal) | Medalla de bronce  | Dos sin timonel    |
| 2012               | Varese (Italia)             | Medalla de bronce  | Dos sin timonel    |